# Famille Giraud des Écherolles
La famille Giraud des Écherolles est une des familles subsistantes de la noblesse française, originaire de la province du Bourbonnais, qui a notamment possédé le château des Écherolles, à La Ferté-Hauterive, et en a pris le nom. Elle compte parmi ses membres de nombreux militaires.

## Origines
Originaire de Montluçon, les Giraud des Écherolles se sont installés à La Ferté-Hauterive, prenant possession du fief des Écherolles dont ils ont pris le nom.
Famille bourgeoise connue depuis le XVe siècle, elle a contracté de nombreuses alliances avec les familles nobles les plus respectées de sa province ; ses membres ont occupé des charges anoblissantes pendant plus de trois générations.
En 1700, dans son Armorial général de France, volume IV, Charles d'Hozier (1640-1732) enregistre les armoiries de Simon Giraud des Écherolles, conseiller du roi en la sénéchaussée de Bourbonnais et siège présidial de Moulins.
La famille est anoblie sous le règne de Louis XV par lettres patentes données en décembre 1770 et enregistrées en parlement le 28 novembre 1771, en raison de la brillante carrière militaire d’Étienne François Giraud des Écherolles.

## Anoblissement
Étienne François, maréchal des camps et armées du roi, inspecteur des haras du Bourbonnais, fut blessé sept fois grièvement dans sa carrière, notamment à douze ans d'un coup de sabre au visage et fut fait prisonnier. Il reçut de nombreuses récompenses militaires et l'ordre de Saint-Louis.

Au moins deux de ses ascendants étant titulaires de cette récompense, il fut anobli.

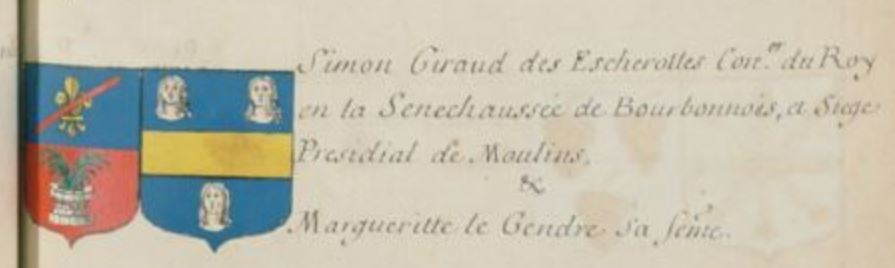
Armoiries des Giraud des Écherolles dans le Grand Armorial de France, en 1699.

Les lettres ont été enregistrées le 28 novembre 1771.

## Armoiries
Les armoiries de cette famille sont les suivantes : De gueules, au puits d’argent, d’où sortent deux palmes en bande et en barre du même, au chef cousu d’azur à la fleur de lys d’or, chargé d’un bâton péri en bande.
Les supports sont deux lions et les armoiries sont timbrées d'une couronne comtale.
Ce blason ancien des Giraud des Écherolles était de gueules, au puits d’argent, d’où sortent deux palmes en bande et en barre du même.

L'azur à la fleur de lys d’or, au bâton péri en bande brochant, a été ajouté au milieu du XVIIe siècle, dans le quartier en chef d'un coupé.

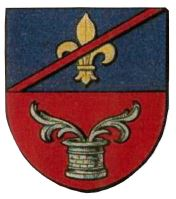
Armoiries de la famille Giraud des Écherolles, Armorial du Bourbonnais.

Ces armes ont été enregistrées dans l’Armorial général de France, dressé en vertu de l'édit de 1696, par Charles d'Hozier (Bourbonnais, vol. 4).
Le chef cousu d'azur, inspiré des armoiries du Bourbonnais est cité par Jean-François Louis d'Hozier, Viton de Saint-Allais, de Magny, et relayé par Gourdon de Genouillac.
D'autres versions assez proches existent :
- Le bâton péri est parfois changé en cotice de gueules[13].
- Le bâton péri est parfois en barre, dans l'armorial de France, ou dans l'armorial du Bourbonnais.
- Le champ est coupé et les palmes sont de sinople[14], dans l'armorial de France[15].

## Histoire
Grande famille de militaires, elle a vu de nombreux membres décorés de l’ordre royal et militaire de Saint-Louis.

### Gilbert-Simon Giraud des Écherolles
Gilbert-Simon Giraud des Écherolles, Seigneur des Écherolles et des Bordes, chevalier de l'ordre royal et militaire de Saint-Louis, fut capitaine au régiment de Poitou.

### Étienne-François Giraud des Écherolles

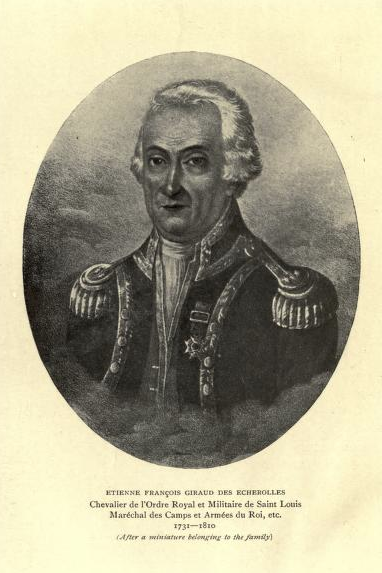
Étienne-François Giraud des Écherolles

#### Carrière sous l'Ancien Régime
Étienne-François Giraud des Écherolles, maréchal de camp et armées du Roi, inspecteur des haras du Bourbonnais, était un militaire français, nommé Cchevalier de l'Ordre de Saint-Louis, et anobli en 1771.
Il commença sa carrière dans l'armée, entraîné par son père à l'âge de 9 ans, en compagnie de ses cousins.
À 12 ans, il fut blessé d'un coup de sabre au visage. Blessé 7 fois durant sa carrière, en récompense de son courage, il était nommé chevalier de l'ordre de Saint-Louis.
Il participa à la guerre de Sept Ans, et fut blessé, puis capturé à la bataille de Rossbach, avec le régiment de Poitou (1682).
Il fut commandant du bataillon du régiment de royal, et finit sa carrière avec le grade de maréchal de camp.

#### Un militaire entraîné malgré lui dans la Révolution
En 1790, au début de la Révolution française, il fut nommé commandant de la Garde nationale française sous la Révolution (1789-1799) de Moulins.
Retraité de l'armée, et âgé de 60 ans, il refusait tout d'abord d'occuper cette fonction, mais finit par accepter sous la pression des citoyens.
Il est également élu député de l'Allier à la Fête de la Fédération du 14 juillet 1790, en compagnie de son fils Joseph-Étienne.
Il nourrissait l'espoir d’entraîner Louis XVI dans un coup de force contre l'assemblée constituante, projet qui échoua.
Opposé aux exactions, Étienne-François sauva, en 1791, un marchand accusé de spéculation qui allait être lynché par la foule. Conspué par la population, il donna sa démission, puis fut emprisonné.

#### Le soulèvement et l'exil
Réfugié à Lyon, en 1793, on lui propose de commander le soulèvement de Lyon contre la Convention nationale, ce qu'il refuse en raison de son âge et de ses infirmités, n'étant plus capable de monter à cheval. Il accepte cependant le commandement de la porte Saint-Irénée et de la porte Saint-Just sous les ordres de Louis François Perrin de Précy.
Parvenant à s'enfuir quelques semaines après la prise de la ville, il rejoint ses fils au sein de l'Émigration française (1789-1815).
Accusée d'avoir refusé de le livrer, sa sœur Anne-Marie est alors décapitée pendant la Terreur (Révolution française), le 11 février 1794.

### Joseph-Étienne Giraud des Écherolles

#### Carrière sous l'Ancien Régime
Après une formation militaire dans l'école d'artillerie royale de Metz, devenue aujourd'hui l'École d'application de l'artillerie et du génie, il devient lieutenant-colonel au régiment du Bourbonnais.

#### La Révolution
Joseph-Étienne Giraud des Écherolles est député de l'Allier à la Fête de la Fédération, où il rencontre Louis XVII.
Comme son père, il démissionne de la Garde nationale et, sa famille étant considérée comme ennemie de la Révolution, il émigre en compagnie de plusieurs de ses frères en 1791.
Il fait partie de l'armée des Princes, l'armée des émigrés et sert comme chasseur noble à la compagnie du régiment de la Couronne en 1791 ; il réintègre la France pour participer au siège de Lyon, puis rejoint le régiment noble à pied de Condé en 1794.

#### Aux côtés de Napoléon
Militaire, il réintègre l'armée en 1796, et participe à toutes les campagnes de Napoléon Ier, qu'il déclare, dans ses mémoires, avoir rencontré plusieurs fois en personne.
- Il participe à la Bataille de l'île de Toraigh, où embarqué sur la frégate La Coquille (bateau), il est fait prisonnier durant 8 mois[31].
- Il fait partie de l'armée d'Italie en tant que conducteur du train d'artillerie.
- Il fait ensuite partie de l'Armée des côtes de l'Océan[32].
- Il est à Bataille d'Ulm, ayant le grade de Sous-Lieutenant du 5e bataillon du train d'artillerie.
- Proposé pour la 3e fois à la Légion d'honneur à la suite de la bataille d'Iéna[33], il est nommé chevalier de la Légion d'honneur (1er octobre 1807 sous le numéro d’ordre 18570) pour ses faits d’armes au sein de la cavalerie napoléonienne lors de cette bataille, ayant son cheval tué sous lui et étant blessé par la mitraille, ce qui ne l'empêche pas de faire prisonnier de nombreux Prussiens[28].
- Il participe ensuite à la Campagne d'Espagne où rencontre sa femme.
- Il devient Lieutenant au 12e bataillon du train d'artillerie en 1809, étant blessé à la Bataille d'Ocaña[34].
- Adjudant major puis Capitaine au 7e bataillon bis du train d'artillerie en 1811.
- Il est ensuite nommé Capitaine aux lanciers du Grand-duché de Berg en 1812.
- Il devient enfin Capitaine au grand état major de l'armée française en 1814, fait partie de la Grande Armée, puis participe à la Campagne de France (1814), et assiste aux Adieux de Fontainebleau[28].

#### La Restauration
Ayant juré fidélité à Louis XVIII, il refuse la sollicitation de Napoléon Ier, lequel arrive à Villefranche-Sur-Saône le 13 mars 1815, qui le confirme cependant dans ses fonctions de Sous-Prefet.
Il ne participe donc pas aux Cent-Jours.
Après l'abdication de Napoléon, il est chargé d'une mission périlleuse par le Roi, il est arrêté par un général autrichien, mais parvient à s'échapper.
En récompense, le 1er janvier 1816, il est décoré de l'ordre de la Fidélité par le prince Charles-Ferdinand d'Artois, duc de Berry.
Il est également titulaire de l'ordre de Saint-Louis qu'il obtient le 20 août 1823.

#### Le retour à la vie civile
À la suite de sa carrière militaire, il est tout d'abord nommé sous-préfet de Villefranche-sur-Saône, le 16 juin 1814, puis secrétaire-général de la Préfecture du Lot-et-Garonne,.

### Alexandrine Giraud des Écherolles

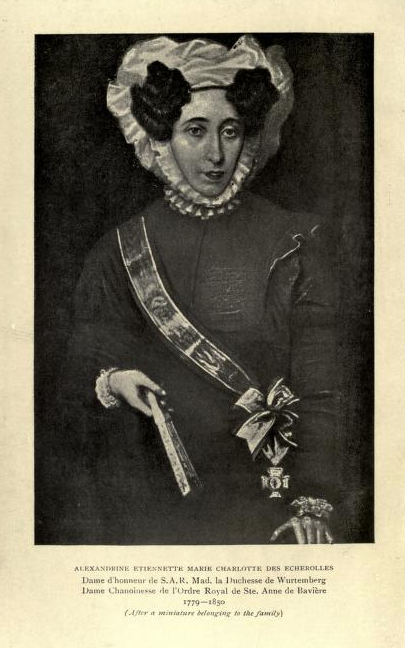
Alexandrine des Écherolles

#### Enfance sous la Révolution française
Enfant sous la Révolution, ayant un père absent, une tante emprisonnée, des frères émigrés, et une mère défunte, Alexandrine Giraud des Écherolles fut souvent seule pour affronter les épreuves de sa vie.

#### La gouvernante des princesses de Wurtemberg
Le 1er novembre 1826, elle est autorisée par Charles X à rester dame d'honneur de son Altesse Royale Henriette de Wurtemberg, devenue Henriette de Nassau-Weilbourg (1780-1857).
Elle exerce alors les fonctions de gouvernante des princesses, Dorothée de Wurtemberg, Amélie de Wurtemberg, Élisabeth-Alexandrine de Wurtemberg et Pauline-Thérèse de Wurtemberg, auxquelles elle a dédié son livre.

#### L'écrivain
La famille Giraud des Écherolles est également connue pour le livre Quelques années de ma vie, publié en 1843 à Moulins chez Martial Place, en deux volumes, et réédité sous le titre Une famille noble sous la Terreur (Paris, Plon, 1907), écrit par Alexandrine Giraud des Écherolles, fille d'Étienne François et de Marie Anne Odile de Tarade. Dans ce livre, l’auteure raconte son enfance sous la Révolution française et les persécutions qui touchèrent sa famille lors de la Terreur.
Alexandrine des Écherolles fut notamment citée en exemple par Alphonse de Lamartine, dans son Histoire des Girondins : « Au nombre de ces victimes suppliciées dans leur corps et dans leur âme avant l’âge du crime, on remarquait mademoiselle Alexandrine des Écherolles, privée de sa mère par la mort, de son père par la fuite ; elle venait chaque jour à la porte de la prison des Récluses solliciter, par ses larmes, la permission de voir la tante qui lui avait servi de mère, et qu’on avait jeté dans les cachots. Bientôt elle la vit conduire au supplice et la suivit jusqu’au pied de l’échafaud, demandant en vain de lui être réunie dans la mort.
On dut plus tard, à cette enfant quelques-unes des pages les plus dramatiques et les plus touchantes de ce siège. Semblable à cette Jeanne de la Force, historienne des guerres de religion de 1622, et à l’héroïque et naïve madame de La Rochejaquelein, elle écrivit avec le sang de sa famille et avec ses propres larmes le récit des catastrophes auxquelles elle avait assisté. Les femmes sont les véritables historiens des guerres civiles, parce qu’elles n’y ont jamais d’autre causes que celle de leur cœur, et que les souvenirs y conservent toute la chaleur de leur passion. »
Après sa mort, elle devient une héroïne de la Contre-révolution, son livre étant intégré à la bibliothèque de l'Action française[réf. nécessaire].
En 1935, son histoire sert d'inspiration au scénario du film hollywoodien Le Marquis de Saint-Évremont (titre original : A Tale of Two Cities), basé sur la nouvelle de Charles Dickens, Le Conte de deux cités, réalisé par Jack Conway, produit par la Metro-Goldwyn-Mayer, et sélectionné pour les Oscars.

## Résidences

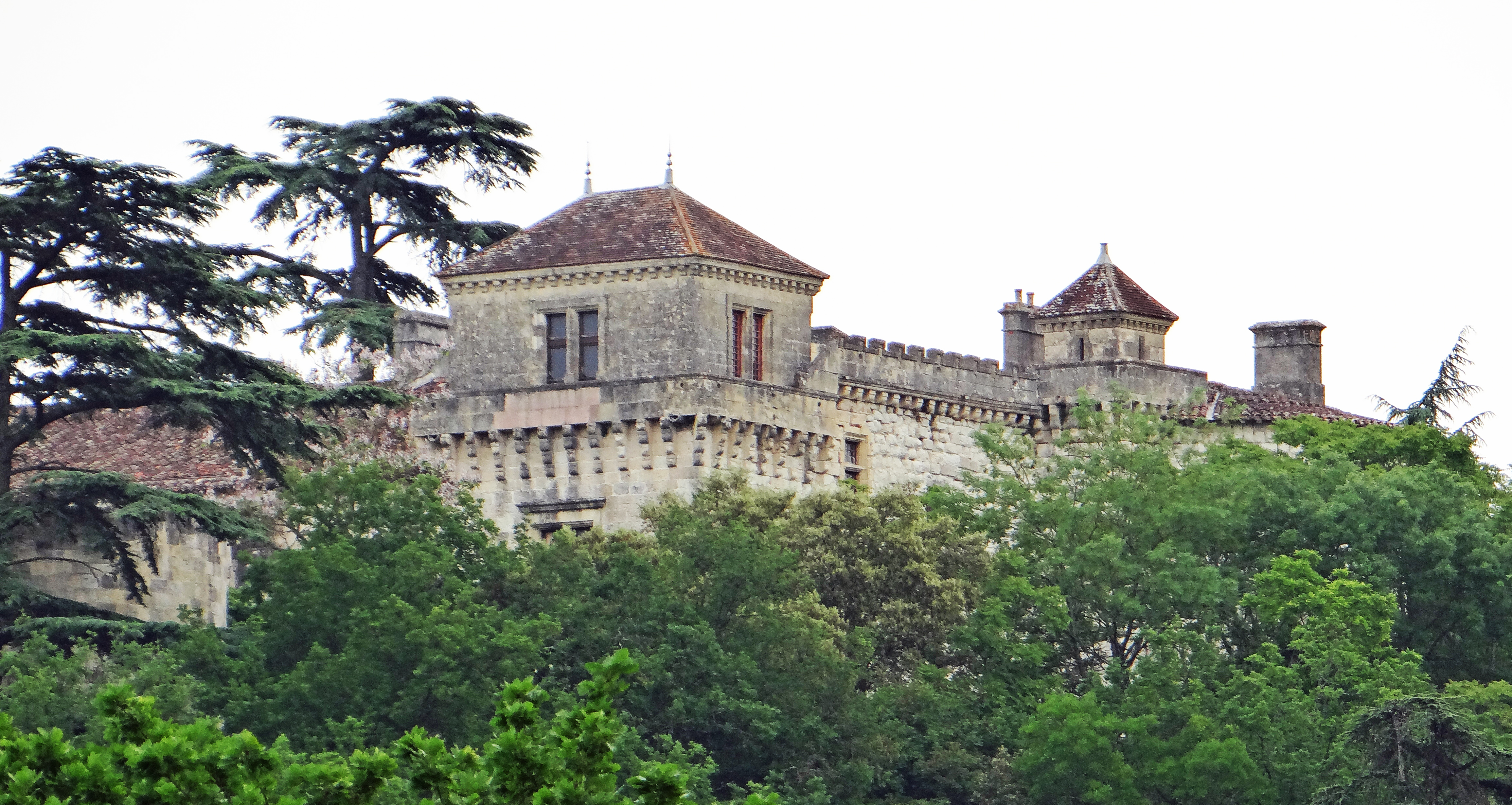
Château de Castelnoubel

Seigneurs des Écherolles, des Bordes, de Mimorin, de Changy, de Vignoles, du Ris et du Rosat, les Giraud ont vécu dans différents fiefs entre le XVe et le XIXe siècle.

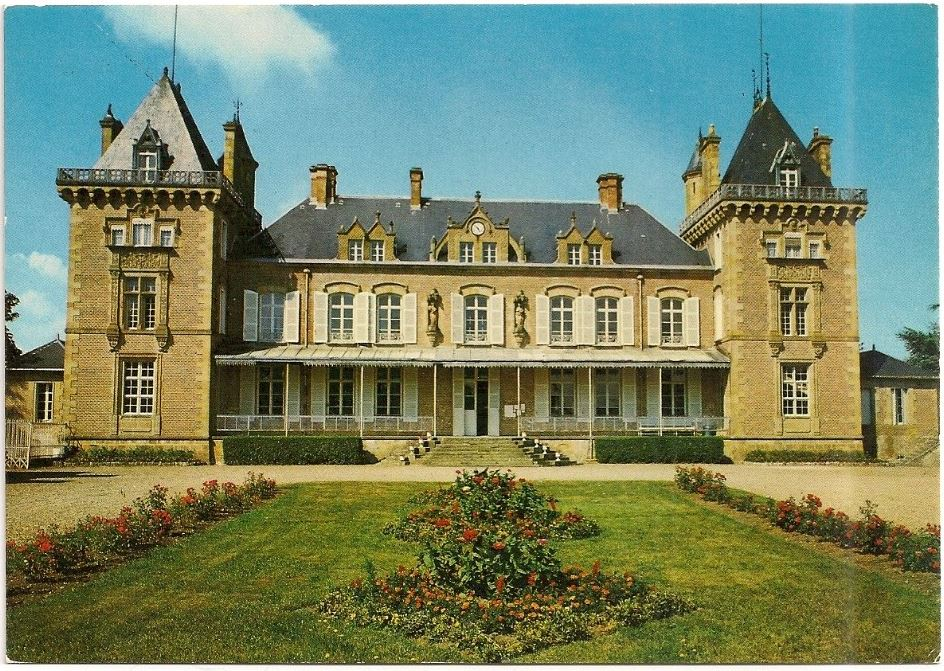
Château des Écherolles

Au XVIIIe siècle, cette famille a résidé au château des Écherolles, à La Ferté-Hauterive, en Bourbonnais. Chassée de sa demeure pendant la Révolution française, elle a ensuite résidé au château de Castelnoubel, à Bon-Encontre, près d'Agen.

## Distinctions
Chevalier de l'Ordre royal et militaire de Saint-Louis : Gilbert-Simon Giraud des Écherolles, Étienne-François Giraud des Écherolles, Joseph-Étienne Giraud des Écherolles.
Chevalier de l'ordre national de la Légion d'honneur : Joseph-Étienne Giraud des Écherolles.
Chevalier de l'Ordre de Saint-Ferdinand (Espagne) : Modeste des Écherolles.
Ordre de la Fidélité : Joseph-Étienne Giraud des Écherolles.
Ordre de Saint-Anne de Bavière : Alexandrine des Écherolles, Hélène des Écherolles, Lécordie des Écherolles.

## Branches subsistantes

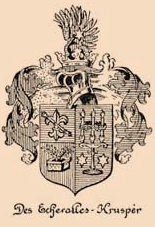
Armoiries de la famille des Écherolles Krusper

La Révolution française ayant dispersé les membres de la famille Giraud des Écherolles, elle a été divisée en 3 branches :
- La branche dite "de la Réunion", issue du comte Paul Giraud des Écherolles[55], le chef de famille, lequel s'est installé à la Réunion. Cette branche a disparu à la fin du XIXe siècle, sa seule petite-fille ayant adopté le nom de son mari.
- La branche agenaise, issue du chevalier Aymar des Écherolles, laquelle a obtenu le titre de comte à la disparition de la branche précédente[56].
- La branche hongroise, issue de Charles des Écherolles, qui épousa Madame Krusper, descendante d'une vieille famille de la noblesse hongroise. Il obtint de faire accoler le nom de sa femme au sien, prenant pour nom des Écherolles Kruspér[57]. Aujourd'hui, la famille hongroise des Écherolles Kruspér réside en Hongrie ; les châteaux familiaux sont en Roumanie[58] (l'Autriche-Hongrie a été amputée d'une partie de son territoire lors du Traité de Versailles). Ils ont tout perdu sous l'ère communiste.

## Pour approfondir